# Cerveja de banana

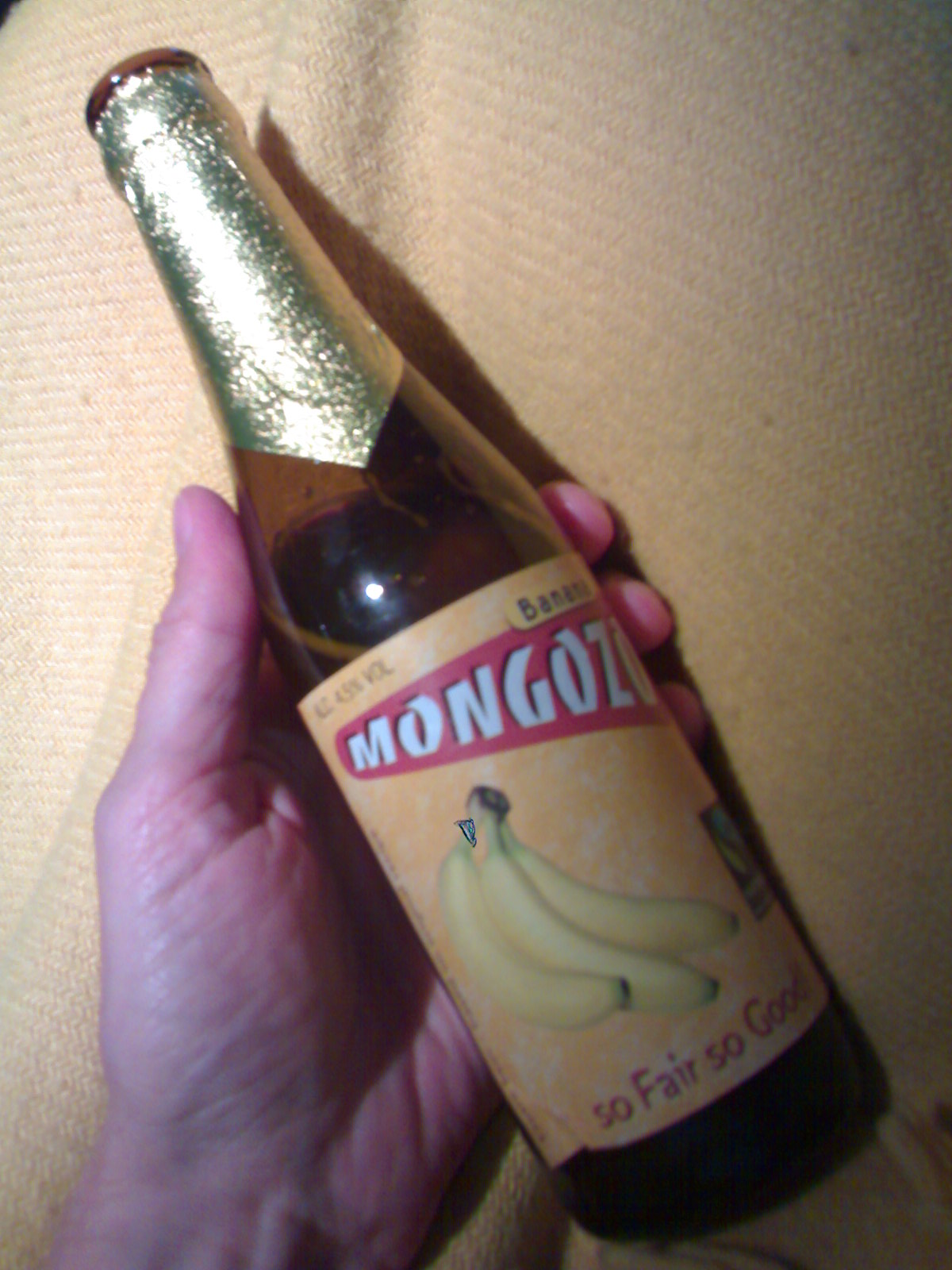
Cerveja de banana produzida na Bélgica.

A cerveja de banana é uma bebida alcoólica produzida a partir da banana, muito importante para a economia da República Democrática do Congo.

## Preparo
A bebida geralmente é feita artesanalmente, em comunidade. Ela é feita a partir de grandes cachos de banana retiradas pelos fabricantes de sua própria plantação. Primeiro ela é "embalada" e depois enterrada, depois que estiver bem madura ela é desenterrada e espremida manualmente, logo após o suco retirado da banana é posto em um baú de madeira onde ocorrerá a fermentação

## Na República Democrática do Congo
Na República Democrática do Congo a cerveja de banana é uma forma de movimentar a economia do país. Mais especificamente na província de Quivu do Norte a bebida é produzida e de lá é transportada, majoritariamnete pela via fluvial, para Lubumbashi, Quissangane e a capital Quinxassa, de onde a produção irá escoar para todo país. É importante lembrar a forma que os produtores da bebida usam para transportar e vender a bebida, bicicletas com grandes e pesados galões, carregados por quilômetros para garantir o sustento da família.